# Костянтин і Дорунтина
Костянтин і Дорунтина (алб. Kostandini dhe Doruntina) або Клятва Костянтина (алб. Besa e Kostandinit) — албанська народна казка і легенда, відома як в прозовій традиційній формі, так і в літературній обробці — розповідь Ісмаїла Кадаре «Хто повернув Дорунтину» (алб. Kush e solli Doruntinën) і англійська версія під назвою «Дорунтина» (англ. Doruntine). У 1988 році легенда була втілена в життя у вигляді п'єси в Національному театрі Албанії, до створення п'єси доклали рук Едмонд Будіна та Пірро Манії (Народний артист Албанії).

## Сюжет
В однієї жінки було 13 дітей — 12 синів і дочка Дорунтина. Одного разу до Дорунтини приїхав свататися принц з далеких земель, і вся сім'я виступила проти цього, крім молодшого сина Костянтина, який дав клятву — «бесу» повернути Дорунтину за першим же покликом матері. Мати, зрештою, погодилася на весілля дочки. Однак незабаром почалася війна, і всі сини загинули, у тому числі і Костянтин. Мати не могла винести загибелі своїх дітей і того факту, що дочка була далеко. В гніві мати проклинає свого сина Костянтина, який не стримав обіцянку, і той незабаром несподівано повстає з могили, лякаючись материнського прокляття.
Костянтин знаходить Дорунтину танцюючою і веселою під час Пасхи, причому дівчина нічого не знає про сім'ю. Костянтин радить сестрі повертатися додому і відвозить її на своєму скакуні. У відповідь на запитання, чому він весь у пилу, Костянтин тільки відповідає, що довго добирався і що йому треба швидше йти в церкву. Біля порогу будинку він залишає сестру і потім ховається, повертаючись у свою могилу. Тільки потім Дорунтина, зустрівшись з матір'ю, розуміє, що Костянтин давно помер і що повстав з могили. В деяких версіях казки в кінці обидві жінки помирають, усвідомивши те, що трапилося.
Традиційна мораль казки така — албанці готові піти на все, щоб виконати дану ними клятву навіть після смерті.

## Літературна обробка
Ісмаїл Кадаре опублікував літературну версію казки в 1980 році, ґрунтуючись на множині албанських легенд (в тому числі і дохристиянської доби). Його розповідь відрізняється від оригінальної казки: у Кадаре ще один чоловік на прізвище Стрес розслідує смерть Дорунтини і її матері, намагаючись зрозуміти, як сила клятви виявилася сильніше смерті. На англійську мову розповідь була перекладена канадцем Робертом Елсі і перероблена у формі балади на основі пісні, що виконується албанцями Чамерії з міста Маргарити.

## П'єса
Поставлена в 1988 році п'єса за казкою стала однією з найпопулярніших в Албанії. Даніель Келлі вважає, що історія Дорунтини прагне показати силу найважливішою клятви, яку коли-небудь може дати людина — албанської біси, а поставлена п'єса стала вікном у світ албанської культури. У 2009 році драму поставили у багатьох балканських театрах: переклад лібретто здійснив Георгіос Якуміс. В Албанії в п'єсі зіграла головну роль Маргарита Джепа, Народна артистка Албанії, повернулася на сцену заради ролі в цій виставі.